# Desolation row (versión de My Chemical Romance)
«Desolation row» es una versión punk hecha por la banda estadounidense My Chemical Romance de la canción homónima de 1965 del músico estadounidense Bob Dylan. Fue publicada como sencillo por la banda en enero de 2009 e incluida tanto en la banda sonora como en los créditos de la película Watchmen, del mismo año.

## Génesis
My Chemical Romance entablaron conversaciones con la producción de la película por medio de Xavier Ramos, que trabajaba para aquellos en el área de marketing, y también estaba a cargo de hacer la banda sonora para Watchmen. El director de esta, Zack Snyder, llamó al vocalista Gerard Way mientras la banda hacía la gira Projekt Revolution 2007, y entonces acordaron cómo esperaban que fuera la canción.
Snyder originalmente propuso a la banda que crearan una versión de diez minutos, que abarcara a los créditos de la película por completo, pero Way consideró más apropiado hacerla sonar como el punk de principios de los ochenta o finales de los setenta, y que la canción fuera «un producto de esa era». El vocalista del grupo ha comentado que se inspiraron en la versión de Jim Carroll de «People who died», y que quisieron acercarse al estilo del grupo punk Sex Pistols.

## Videoclip

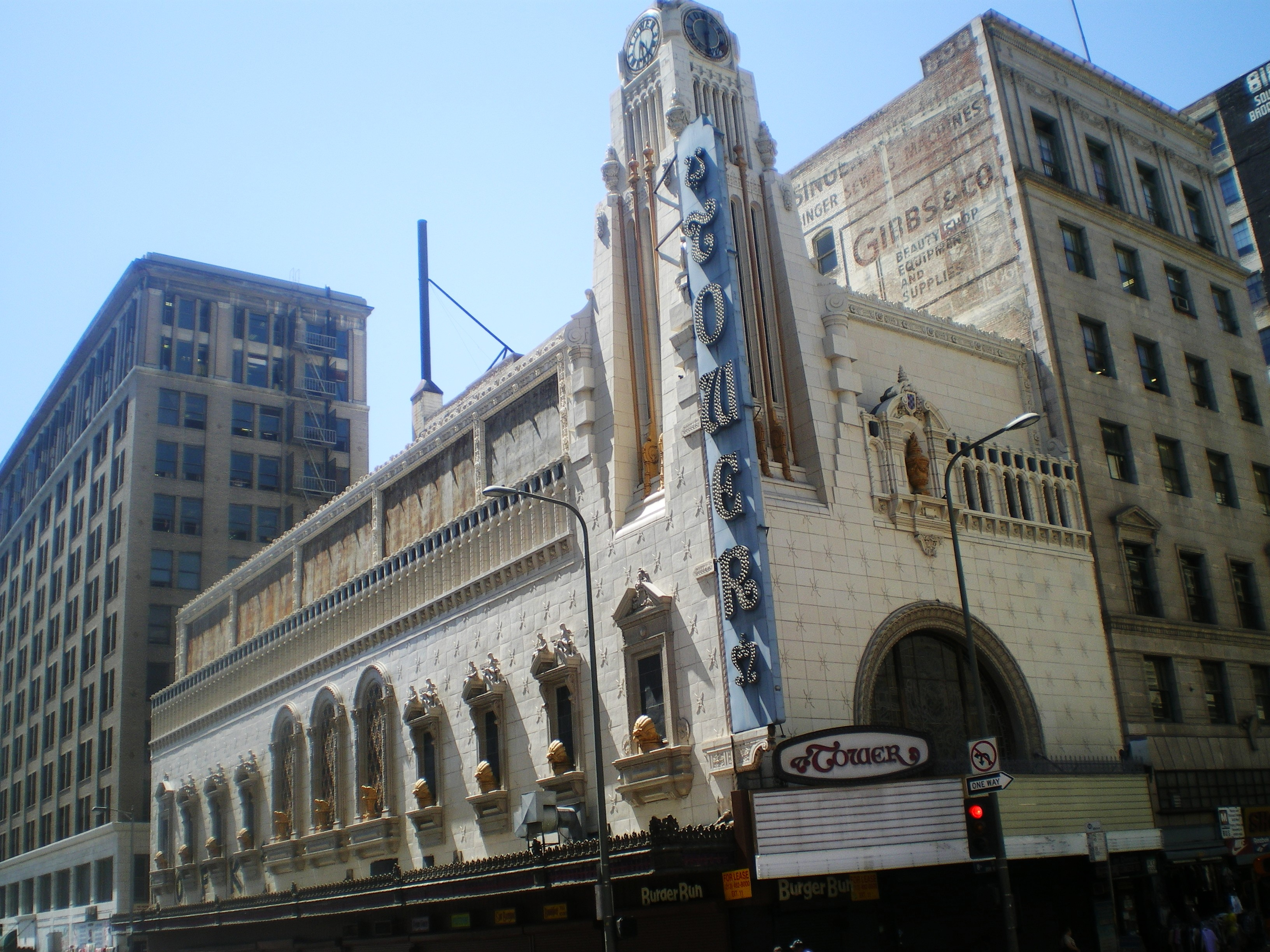
El videoclip se grabó en el Tower Theater de Los Ángeles.

El videoclip respectivo, filmado en el Tower Theater de Los Ángeles (California) y dirigido por Zack Snyder, comienza con la banda tocando en un concierto. Mientras la banda toca, varios fanáticos comienzan a crear disturbios fuera y dentro del lugar debido a que los boletos se acabaron y no consiguieron entrar. La policía llega al lugar de los hechos para tratar de controlar la situación, pero al no lograrlo llaman a varios refuerzos. Los oficiales de policía irrumpen en el teatro y se abren paso hasta el escenario donde arrestan a la banda por la fuerza. El video termina con la banda siendo trasladada a un camión policial.
Snyder utilizó en el videoclip escenas donde una toma hecha en cámara lenta repentinamente cambia a cámara rápida. Snyder es precisamente conocido por su peculiar estilo de filmación, y ha utilizado el mismo método en varias de sus películas, tales como Dawn of the dead, 300, Watchmen y Sucker punch.

## Publicación
En abril de 2008, My Chemical Romance comenzó a tocar en sus conciertos una versión de «Desolation row». Meses más tarde, una versión de estudio grabada por el grupo se incluyó en la banda sonora y los créditos finales de la película Watchmen, del año 2009, e incluso grabaron un video para la canción, ya que la publicaron como sencillo el 26 de enero de 2009.
El martes 20 de enero se subió a YouTube un fragmento de 30 segundos de la versión final de estudio de la canción, aunque al segundo día fue eliminado del sitio debido a una petición de Warner Music. El video del tema —que fue dirigido por el propio director de la película— se puede descargar a través de iTunes desde el 30 de enero de 2009, en los países en que el sistema está disponible.

## Grabación en vivo
Una interpretación en directo de esta versión fue incluida en el álbum caritativo Chimes of freedom: the songs of Bob Dylan honoring 50 years of Amnesty International, publicado en 2012.

## Recepción de la crítica
Stephen Thomas Erlewine, del sitio web Allmusic, comentó que, dentro de la banda sonora de Watchmen, «Desolation row» de My Chemical Romance «es la única canción nueva y resalta como neón, ya que está rodeada de canciones que ya han sido escuchadas hasta la muerte y más allá», y que el hecho de que estuviera ubicada al final de la película y al principio del soundtrack constituía «lo mejor para llamar la atención». Sobre la versión misma, dijo: «Y sí llama la atención con sus guitarras que zumban y los gruñidos afectados de Gerard Way, pero es una metáfora inteligente que llega a un final muerto, porque no demuestra gran comprensión ni de la canción de los sesenta ni del sonido de los setenta; están amasados juntos por un efecto estilístico, no por sustancia temática, lo que demuestra que no hay un real entendimiento de qué es lo que convirtió a cualquiera de los dos trabajos en algo relevante para su época. Es todo estilo y luces, así que quizás sí se acomoda a la aproximación de Snyder sobre Watchmen».